# Književnost u 1600.
◄◄ | ◄ | 1597. | 1598. | 1599. | 1600.  | 1601. | 1602. | 1603. | ► | ►►
Arhitektura • Astronomija • Glazba • Kazalište • Kiparstvo • Knjige • Književnost • Kršćanstvo • Medicina • Politika • Pravo • Promet • Slikarstvo • Znanost
Književnost u 1600.

## Svijet

### Rođenja
- Pedro Calderón de la Barca, najveći dramatičar španjolskog baroka († 1681.)

## Vanjske poveznice
|  | Zajednički poslužitelj ima još gradiva o temi Književnost u 1600. |